# Маккаби (футбольный клуб, Хайфа)
«Маккаби» Хайфа (ивр. מועדון הכדורגל מכבי חיפה‎) — израильский профессиональный футбольный клуб из города Хайфа. Основан в 1913 году. С 2014 года проводит домашние матчи на стадионе «Самми Офер». До этого матчи проводились на стадионе «Кирьят-Элиэзер». Один из самых титулованных клубов в истории израильского футбола, 15-кратный чемпион Израиля, шестикратный обладатель Кубка страны.

## История
Футбольный клуб «Маккаби» Хайфа был основан в 1913 году. До начала 1960-х клуб не достигал существенных успехов. Команда несколько раз вылетала из израильской высшей лиги и возвращалась в неё вновь.
В 1962 году «Маккаби» Хайфа впервые выиграла кубок Израиля. Однако, до начала 1980-х выступления команды оставались нестабильными, а сам клуб не был ведущей силой в израильском футболе.
В середине 1980-х «Маккаби» Хайфа стал главным клубом израильского футбола.
Начиная с сезона 1983-1984 года, команда завоевала 13 титулов чемпиона Израиля (из 26 возможных).
За последние 10 сезонов «Маккаби» Хайфа завоевала 7 Чемпионских титулов и 2 раза выходила в групповой этап Лиги Чемпионов УЕФА , 4 раза в групповой этап Лиги Европы и в один из них прошла в 1/8 финала, где проиграла испанскому «Эспаньол» Барселона 0-4.В Лиге Чемпионов УЕФА прошла до 3-го места где и провела свой исторический матч с Манечестер Юнайтед и победила со счетом 3-0.В сезоне 09-10 записала рекорд ЛЧ УЕФА где не выиграла ни одного матча и не забила ни единого гола в групповом этапе, где пожалуй попала на самую сильную группу, состоящую из: Бавария (Мюнхен), Ювентус и Бордо.
В том же сезоне команда упустила чемпионство в последнем матче сезона из-за «Кизуза» (в израильской лиге приняли решение поделить очки всех команд на два) и уступила чемпионство Хапоэлю из Тель-Авива. Однако следующий сезон (2010/2011) команда провела феноменально — не дав шанса другим израильским клубам бороться за чемпионский титул, она завоевала его досрочно — уже в 24 туре (из 35).
На данный момент «Маккаби» Хайфа является сильнейшим клубом Израиля и чемпионом последнего сезона 2020-21. Команда демонстрирует атакующий стиль игры и является самой результативной командой Израиля. Их главные соперники «Маккаби» из Тель Авива и Хапоэль из Беер Шевы.

## Достижения

### Национальные
- Чемпионат Израиля
  - Чемпион (15): 1983/84, 1984/85, 1988/89, 1990/91, 1993/94, 2000/01, 2001/02, 2003/04, 2004/05, 2005/06, 2008/09, 2010/11, 2020/21, 2021/22, 2022/23
- Кубок Израиля
  - Обладатель (6): 1962, 1991, 1993, 1995, 1998, 2015/16
- Кубок Тото (Кубок Израильской лиги)
  - Обладатель (5): 1994, 2003, 2006, 2008, 2021
- Суперкубок Израиля
  - Обладатель (5): 1962, 1985, 1989, 2021, 2023

### Международные
- Кубок обладателей кубков УЕФА
  - Четвертьфинал: 1999

## Достижения в Европе
- В сезоне 2002—2003 «Маккаби» Хайфа впервые в истории израильского футбола вышла в групповую стадию Лиги чемпионов УЕФА. Несмотря на запрет УЕФА проводить матчи на территории Израиля по причинам безопасности, «Маккаби» Хайфа показала приличный результат — 7 очков в шести матчах и заняла 3-е место в группе. В своём домашнем матче (домашние матчи команда проводила на Кипре) «Маккаби» Хайфа победила «Манчестер Юнайтед» со счётом 3:0.
- В сезоне 1998—1999 «Маккаби» Хайфа дошла до 1/4 Кубка Обладателей Кубка (проиграла московскому «Локомотиву»).
- В сезоне 2006—2007 «Маккаби» Хайфа дошла до 1/8 Кубка УЕФА (победила в 1/16 московский ЦСКА. Проиграла испанскому «Эспаньолу»).
- В сезоне 2009—2010 «Маккаби» вновь попал в групповой этап Лиги Чемпионов, но уступил во всех шести матчах групповой стадии, не сумев забить ни одного мяча.
- В сезоне 2021—2022 «Маккаби» Хайфа впервые вышла в групповую стадию Лиги конференций УЕФА.
- В сезоне 2022—2023 «Маккаби» вновь вышла в групповой этап Лиги чемпионов. В четвёртом туре группового этапа «Маккаби» Хайфа обыграла «Ювентус» со счётом 2:0.

## Главные тренеры
- Исраэль Шварц 1946—1947
- Таурентауер 1950—1952, 1962
- Отто Шляфенберг 1952—1954, 1962—1963
- Эли Фукс 1954—1956
- Андор Киш 1956—1957
- Арие Кох 1957—1959
- Давид Фаркаш 1959—1961
- Алекс Форбс 1961—1962
- Васили Спасов 1963—1965
- Исраэль Халивнер 1965
- Авраам Менхель 1965—1969, 1972—1974
- Эдмонд Шмилович 1969—1970
- Йонатан (Джонни) Харди 1970—1972, 1977—1978, 1979—1983
- Ори Вейнберг 1974—1975
- Шимон Шенхар (Шляфенберг) 1975—1977
- Моше Сассон 1977
- Эран Коллек 1978—1979
- Мордехай Шпиглер 1979
- Джек Мэнселл 1982—1983
- Шломо Шарф 1983—1987, 1990—1992
- Дрор Каштан 1987—1988
- Амация Левкович 1988—1990
- Гиора Шпигель 1993—1998
- Даниэль Брайловски 1998—1999
- Душан Угрин 1999—2000
- Эли Коэн 2000
- Аврам Грант 2000—2002
- Ицхак Шум 2002
- Ронни Леви 2003—2008
- Элиша Леви 2008—2012
- Реувен Атар 2012
- Арик Бенадо 2012—2014
- Александр Станоевич 2014
- Марко Балбуль 2014—2015, 2019—2020
- Рене Мёленстен 2016—2017
- Гай Лузон 2017
- Фред Рюттен 2018
- Роб Маас 2018
- Эли Гуттман 2018
- Марко Балбул 2018—2020
- Итай Мордехай 2019
- Барак Бахар[англ.] 2020—2023
- Мессай Дего 2023—2024
- Барак Бахар[англ.] 2024—н.в.